# Sporobolus multiramosus
Sporobolus multiramosus là một loài thực vật có hoa trong họ Hòa thảo. Loài này được Longhi-Wagner & Boechat miêu tả khoa học đầu tiên năm 1993.